# Lautenbach, Haut-Rhin
Lautenbach là một xã ở tỉnh Haut-Rhin trong vùng Grand Est ở đông bắc Pháp. Xã này có diện tích 13,02 kilômét vuông, dân số năm 1999 là 1599 người. Khu vực này có độ cao 394 mét trên mực nước biển.